# Elizabeth Gould Bell

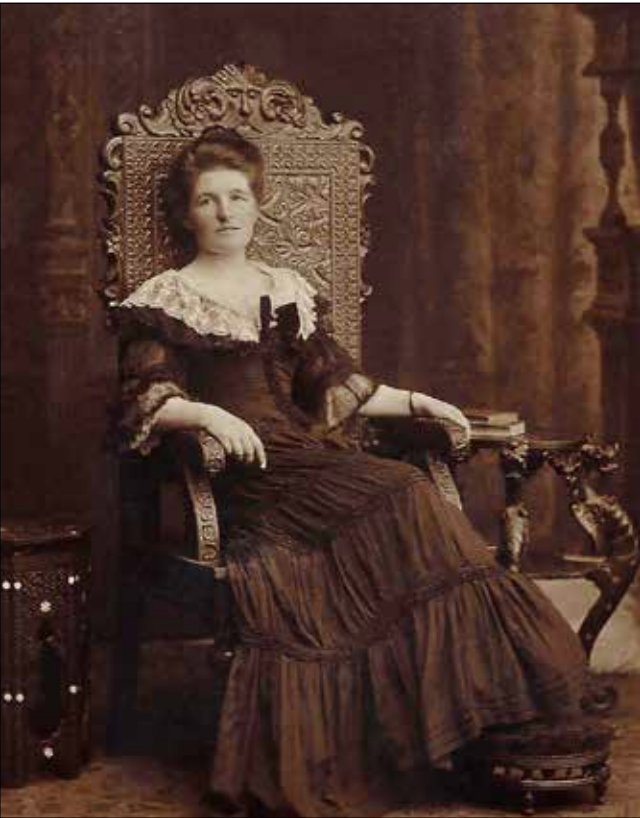
Elizabeth Gould Bell, vor 1900

Elizabeth Gould Bell (* 24. Dezember 1862 in Newry,  County Armagh, Vereinigtes Königreich Großbritannien und Irland; † 9. Juli 1934 in Belfast, Nordirland, Vereinigtes Königreich) war eine irisch-britische Ärztin und Suffragette. Bell war die erste Frau, die als qualifizierte Ärztin in Ulster praktizierte. Sie war eine lautstarke und militante Suffragette der Women’s Social and Political Union (WSPU). 1913/1914 verübte sie eine Reihe von Brandanschlägen gegen das unionistische Establishment in Belfast. Bei Ausbruch des Ersten Weltkriegs amnestiert, wurde sie eine der ersten Frauen, die im Royal Army Medical Corps arbeitete.

## Leben
Bell wurde als eine von drei Töchtern und zwei Söhnen von Margaret Smith Bell, die aus einer örtlichen Bauernfamilie stammte, und Joseph Bell aus Killeavy Castle, einem Angestellten bei der Newry Poor Law Union, einer frühen lokalen Verwaltungseinheit im Rahmen der Armengesetzgebung, geboren.
Nachdem sie 1889 als erste Frau an der medizinischen Fakultät des Queen's College in Belfast zugelassen worden war, gehörten sie und ihre Schwester Margaret 1893 zu den ersten Frauen, die in Irland einen medizinischen Abschluss erwarben. Bell war die erste Ärztin, die in Ulster praktizierte (als Allgemeinmedizinerin und Gynäkologin in Belfast). Ihre Schwester Margaret ließ sich in Manchester als Allgemeinmedizinerin nieder.
Im Jahr 1896 heiratete Bell in der Fitzroy Presbyterian Church in Belfast den Allgemeinmediziner Hugo Fisher, der aber bereits 1901 an Typhus starb. Das Paar hatte einen Sohn, Hugh Bell Fisher, der Medizinstudent war, aber im November 1917 in einem deutschen Feldlazarett in Belgien an den Folgen seiner Verwundungen starb, die er in der Dritten Flandernschlacht erlitten hatte.
Bell ließ sich mit ihrer Praxis in der Great Victoria Street im Zentrum von Belfast nieder und behandelte hauptsächlich Frauen und Kleinkinder. Sie war die ärztliche Leiterin eines Vorläufers des konfessionslosen Belfaster Midnight Mission Rescue and Maternity Homes (später Malone Place Hospital), das obdachlose und unverheiratete Mütter betreute. Sie war auch ehrenamtliche Ärztin im Belfast Babies Home and Training School in The Grove. 1896 schrieb und veröffentlichte Bell den Aufsatz A Curious Condition of Placenta and Membranes für den Jahresbericht der North of Ireland Branch der British Medical Association.
Vielleicht schon während ihres Medizinstudiums trat Bell der North of Ireland Women’s Suffrage Society (ab 1909 die Irish Women’s Suffrage Society) bei. Die Gesellschaft war 1872 von Isabella Tod in Belfast gegründet worden und hatte dazu beigetragen, dass Frauen in Belfast 1888 das kommunale Wahlrecht erhielten. In der IWSS sah Bell die Plattform die Frage des vollen, gleichberechtigten parlamentarischen Wahlrechts für Frauen mit der Beendigung des Verschweigens einer Reihe von Themen, die Frauen bedrängten, zu verbinden. In den wöchentlichen Treffen in Belfast wurde zum Beispiel über Abstinenz, Kindersterblichkeit, Sexualerziehung, Geschlechtskrankheiten, den Handel mit weißen Sklaven, Schutzgesetze für Frauen in Fabriken und Chancengleichheit diskutiert.
Bell nahm in England Kontakt zu Emmeline Pankhurst und ihren Töchtern Sylvia, Christabel und Adela und deren Women’s Social and Political Union (WSPU) auf. 1911 nahm Bell an einer WSPU-Demonstration in London teil, bei der sie und andere die Fenster des Kaufhauses Swan & Edgar am Piccadilly Circus einschlugen. Sie wurde verhaftet und im Holloway Prison in Einzelhaft gehalten.
Im Jahr 1912 besuchte Bell Frauen, die wegen ähnlicher Vorwürfe im Crumlin Road Jail in Belfast inhaftiert waren, und betreute sie medizinisch. Wie viele militante Suffragetten waren sie in Hungerstreik getreten und wurden zwangsernährt.
Im Sommer 1913 bildete sich in der IWSS in Belfast eine kleine militante Gruppe und sprach sich öffentlich mit emotionalen Argumenten für Gewaltaktionen aus: „Wenn der gesetzliche Schutz von Kleinkindern durch unsere Stimmabgabe eine Woche näher gerückt werden könnte, würden sie den Frauen die Behauptung streitig machen, es wäre nicht richtig, alle öffentlichen Gebäude im Land niederzubrennen?“. Als Christabel Pankhurst im September 1913 Dorothy Evans schickte, um die WSPU in Belfast zu organisieren, schloss die militante Gruppe mit Bell diesen Bemühungen an. Von der britischen Organisation verdrängt, löste sich die IWSS im April 1914 formell auf.
Am Tag, nachdem die Belfaster Zeitungen berichtet hatten, dass die WSPU in der Stadt die Frauenwahlrechtskampagne übernehmen würde, kündigte der Ulster Unionist Council an, dass die provisorische Regierung (die für Ulster vorbereitet wurde, falls in Dublin ein Parlament nach der Home Rule Bill eingerichtet würde) den Frauen das Wahlrecht einräumen würde. Die Nationalisten würden keine solche Verpflichtung eingehen. Elizabeth McCracken, die Bell von der IWSS gefolgt war, begrüßte dies als „Hochzeit von Unionismus und Frauenwahlrecht“. Aber die Verbindung hielt nicht lange. Im März 1914 entschied Edward Carson, dass sich die Unionisten zu einem so spaltenden Thema wie dem Frauenwahlrecht nicht exponieren sollten. Auf einer Versammlung in der Ulster Hall in Belfast erklärte Dorothy Evans daraufhin „den Waffenstillstand, den wir in Ulster geschlossen haben“, für beendet.
Bell war aktiv an der darauf folgenden militanten Kampagne beteiligt. Fünf Gebäude, die sich im Besitz der Unionisten befanden, und die dazugehörigen Freizeiteinrichtungen für Männer, darunter der Knock Golf Club, der Newtownards Race Stand und der Belfast Bowling and Tennis Club, wurden angezündet und beschädigt. Am 31. Juli 1914 zündete Lillian Metge in einem gemeinsam mit Evans ausgeheckten Plan im Altarraum der Kathedrale von Lisburn einen Sprengsatz. Bell, die darauf bestand, dass sie sich immer vergewisserte, dass die Gebäude leer waren, bevor sie sie in Brand setzte, war eine von 13 verhafteten Suffragetten. Die drauf folgenden Prozesse und Verurteilungen wurden durch den Ausbruch des Ersten Weltkriegs unterbrochen. Die WSPU schloss ein Stillhalteabkommen mit der Regierung zur Unterstützung der Kriegsanstrengungen und die Regierung sprach eine Generalamnestie für die inhaftierten Suffragetten aus. Trotz der Einwände von Evans, Bell, McCracken und anderen gab Christabel Pankhurst die Anweisung, die Suffragetten-Kampagne in ganz Großbritannien einzustellen und die WSPU-Büros in Belfast zu schließen.

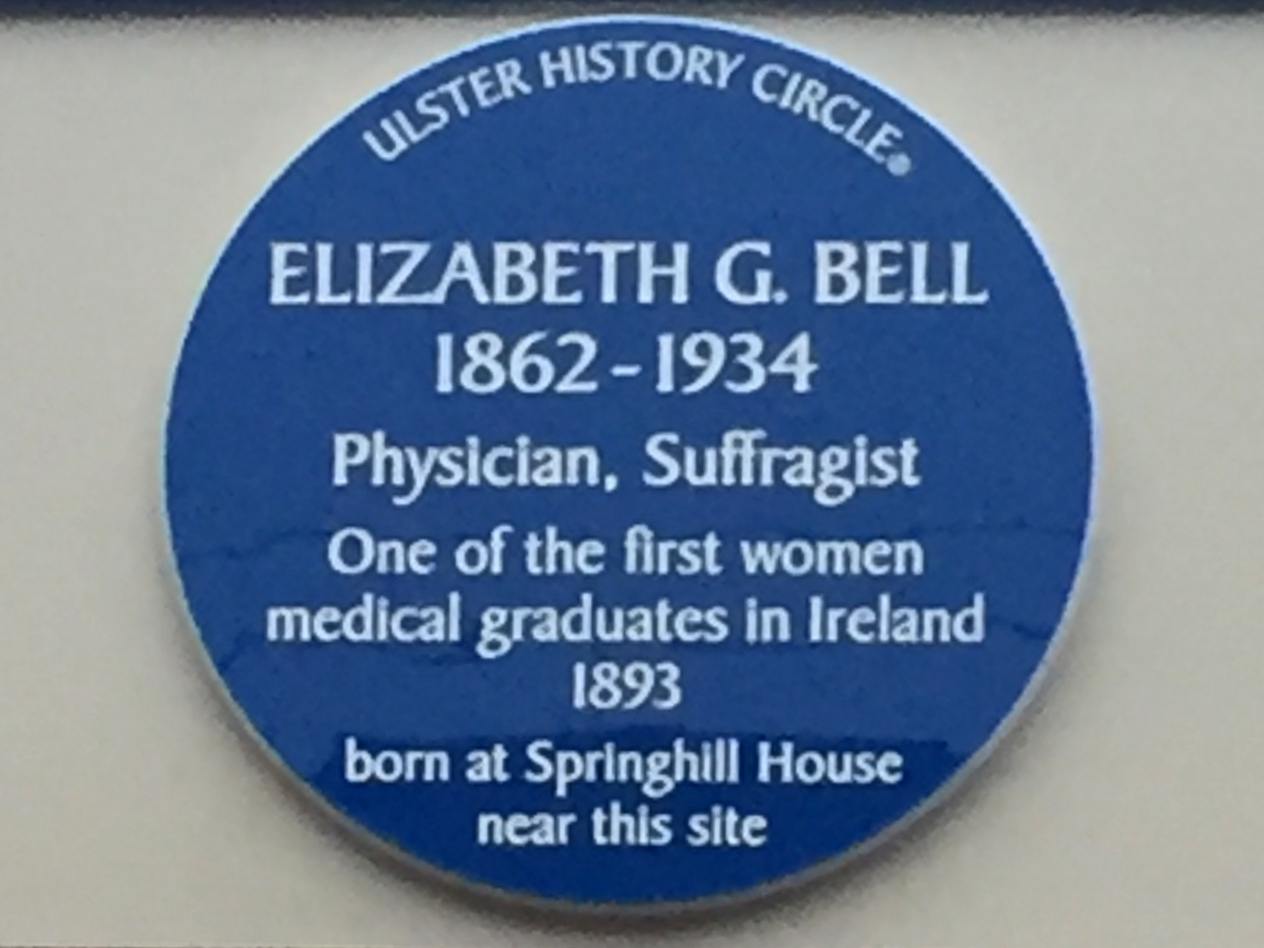
Blue Plaque für Bell am Daisy Hill Hospital, Newry

Im Jahr 1916 meldete sich Bell freiwillig zum Royal Army Medical Corps (RAMC). Sie war eine der ersten Frauen, die dem Corps beitraten. Ärztinnen wurden damals nicht als Angehörige des Militärs eingestuft, sondern als „zivile Chirurgen“. Sie erhielten das gleiche Gehalt, die gleiche Verpflegung, das gleiche Reisegeld und die gleiche Gratifikation wie männliche Offiziere mit „zeitweiligem Offizierspatent“. Sie wurde mit einem Einjahresvertrag nach Malta entsandt, um in der Women’s Medical Unit im St Andrew’s Military Hospital zu arbeiten. Das Krankenhaus behandelte britische, französische und ANZAC-Verwundete, die aus Gallipoli evakuiert worden waren.
Im Juli 1917 kehrte Bell nach Belfast zurück, um ihre Arbeit als Allgemeinärztin wieder aufzunehmen. Im Februar 1919 wurde Bell Medical Officer für ein Frauencollege ihrer Alma Mater, der heutigen Queen’s University Belfast. Von 1922 bis 1926 unterstützte sie das Wohlfahrtsprogramm Babies’ Club des Belfast City Council, ein Projekt, bei dem Milch an arme Mütter gespendet wurde.
Bell praktizierte bis zu ihrem Tod im Jahr 1934. Nachrufe würdigten ihre „striking personality and intellect“.
2016 brachte der Ulster History Circle eine Blue Plaque zum Gedenken an Bell am Daisy Hill Hospital an, das sich auf dem Gelände des Arbeitshauses von Newry befindet, ganz in der Nähe des Ortes, an dem Bell aufwuchs und an dem ihr Vater arbeitete.